# Nkem-Nkum jezik
Nkem-Nkum jezik (ISO 639-3: isi), nigersko-kongoanski jezik kojim govori 34 500 ljudi (1987 O. Asinya) u nigerijskoj državi Cross river.
Jezik nosi ime po dva glavna dijalekta nkem (nkim, ogoja, ishibori, isibiri, ogboja) i nkum, osd kojih prvi ima 18 000 govornika, a drugi, 16 500. Jedan je od osam ekoid jezika, šire južnobantoidne skupine.

## Vanjske poveznice
- Ethnologue (14th)
- Ethnologue (15h)